# Malo Plivsko Jezero
Malo Plivsko Jezero är en sjö i Bosnien och Hercegovina.   Den ligger i entiteten Federationen Bosnien och Hercegovina, i den centrala delen av landet, 110 km nordväst om huvudstaden Sarajevo. Malo Plivsko Jezero ligger 418 meter över havet. Den ligger vid sjön Plivina Jezera.
I omgivningarna runt Malo Plivsko Jezero växer i huvudsak blandskog. Runt Malo Plivsko Jezero är det ganska tätbefolkat, med 93 invånare per kvadratkilometer.